# Goliath
|  | Per a altres significats, vegeu «Goliath (pel·lícula)». |

El Goliath - nom complet en alemany: Leichter Ladungsträger Goliath (Sd.Kfz. 302/303a/303b) - era un tanc teledirigit de demolició, també conegut com a tanc escarabat pels aliats. Utilitzat per la Wehrmacht durant la Segona Guerra Mundial. Carregava 60 o 100 kg d'alt explosiu, depenent en el model, i va ser utilitzat per diferents intencions, com destrossar tancs, deformar les formacions denses d'infanteria i la demolició de ponts i edificis.
Era impulsat amb un motor de pil·la i es dirigia per ràdio.